# Funkeado
Als Funkeado werden seit den 1990er Jahren in Brasilien Musikstile bezeichnet, die brasilianische Musik mit Funk mischen. Dies gilt besonders für die música nordestina, die Musik des brasilianischen Nordostens. Hier kommen als Varianten Côco-Funkeado, Maracatú-Funkeado oder Forró-Funkeado vor, in Rio de Janeiro auch Samba-Funkeado. Funkeado überschneidet sich teilweise mit dem Mangue Beat.